# ふたりエスケープ
『ふたりエスケープ』は、田口囁一による漫画作品である。一迅社の『コミック百合姫』にて2020年9月号から2023年2月号にかけて連載された。
締め切りに追われる漫画家の女性と、無職の女性が現実逃避する姿を描いた、一話完結型のコメディ作品である。
全4巻が刊行され、最終巻は2023年2月16日に発売された。

## あらすじ
ふたりで暮らす女性二人。その一人は締め切りに追われる売れない漫画家である「後輩」、もう一人は「現実逃避のプロ」を自称する無職の「先輩」。二人は、思いつきでドライブに出かけたり、贅沢をしたり、目的地もなく終点まで行ってみたりと、毎回、様々な「現実逃避」を試みる。

## 登場人物
後輩
20歳を過ぎた女性の漫画家。同じ高校出身の、一つ年上の先輩と共に暮らす。高校時代にはほぼ接点はなかったが、卒業後に同居するようになる。後輩は締め切りはいつもぎりぎり（時に守れないことも）で、担当編集者に迷惑をかけることがある。精神的に追い詰められる締め切り間際に、現実逃避を繰り返すことが多い。声優「田村あかり」のファンであり、「百合姫二太郎」という名前で彼女がパーソナリティを務めるラジオ番組にメールを送っている。また日常の写真を「yurihime2taro」のアカウントでSNSに投稿している。
先輩
20歳を過ぎた女性で後輩と同居中。後輩とは同じ高校で、そのかわいさから人気があった（が、当時、二次元に夢中だった後輩は関心を持ってなかった）。現在は無職であり、ゲームや料理に興じて過ごす。容姿端麗で、小柄な体型からかわいい服が似合う。後輩いわく「顔しか取り柄がない」。言動はがさつであるが、一方で後輩を大切に思っており、後輩が仕事で追い詰められる際には、現実逃避に付き合う。車の免許を持っており、遠出する際にはカーシェアリングの車を利用する。